# Chiasmus jagdishi
Chiasmus jagdishi är en insektsart som beskrevs av Singh-pruthi 1936. Chiasmus jagdishi ingår i släktet Chiasmus och familjen dvärgstritar. Inga underarter finns listade i Catalogue of Life.